# زوران جيغيتش
زوران جيغيتش (بالصربية: Зоран Жигић) (من مواليد 20 سبتمبر 1958 في بالتي، جمهورية البوسنة والهرسك الاشتراكية، يوغوسلافيا) مجرم حرب من صرب البوسنة والهرسك تم اتهامه بانتهاك أعراف الحرب والجرائم ضد الإنسانية من قبل المحكمة الجنائية الدولية ليوغوسلافيا السابقة على أفعاله في منطقة برييدور بما في ذلك الجرائم التي ارتكبت في معسكرات عمرسكا وترنوبولي وكيراتيرم خلال حرب البوسنة والهرسك.
استسلم جيغيتش إلى المحكمة في عام 1998 حيث واجه تهمتين بارتكاب جرائم ضد الإنسانية وثلاث تهم بانتهاك أعراف الحرب ودفع ببراءته جميعا. عُقدت محاكمته جنبا إلى جنب مع محاكمات ميروسلاف كفوشكا وملادين راديتش ودراغوليوب براتش وميلوجيكا كوس وملاجو راديتش. وقد ثبتت براءته من أربع تهم وحكم عليه بالسجن خمسة وعشرين عاما. في يونيو 2006 تم نقله إلى سجن نمساوي ليقضي بقية عقوبته.